# Berningerus mameti
Berningerus mameti är en skalbaggsart som beskrevs av Stefan von Breuning 1956. Berningerus mameti ingår i släktet Berningerus och familjen långhorningar. Inga underarter finns listade.